# Missarna
Missarna är en sång skriven av Wille Crafoord och framförd av Wille Crafoord i den svenska Melodifestivalen 1997 och placerade sig på tredje plats. Låten låg även på studioalbumet Samma typ av annorlunda saker.
Sången är skriven i evergreenform och den optimistiskt filosofiska texten behandlar tänkbara fördelar med livets missöden, till exempel när Christofer Columbus seglade fel.
Melodin tog sig in på Svensktoppen den 22 mars 1997  men redan gången därpå var den utslagen .